# 瘋狂世界
《疯狂世界》是一款由白金工作室开发并由世嘉（欧美地区）和Spike（日本地区）发行在Wii平台上的沙箱打斗游戏。本作的特点是画面仅采用黑、白、红三种颜色来表现游戏内容，而红色仅用作血液的效果。本作的游戏内容相当暴力，在多国的游戏评级中都被评为18岁以上的玩家限定的游戏。